# Feliciano Hernández

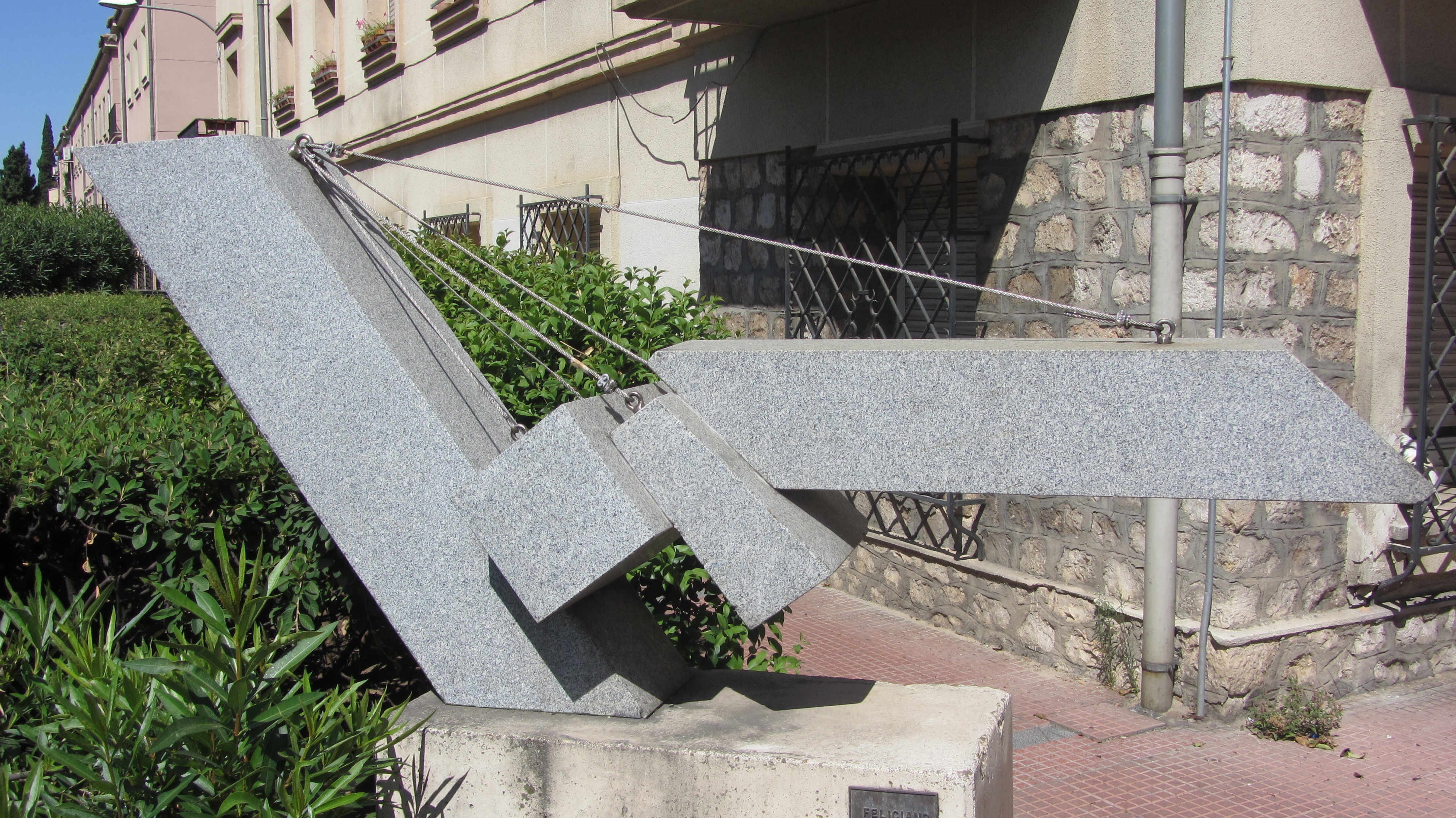
Obra de Feliciano en el Museo de Escultura al Aire Libre de Alcalá de Henares (1993).

Feliciano Hernández Sánchez  (Gallegos de Altamiros (Ávila), 6 de octubre de 1936 – Navalcarnero, 11 de marzo de 2018) escultor español, conocido artísticamente como "Feliciano".

## Biografía
Feliciano Hernández nació en Gallegos de Altamiros (Ávila) en 1936, estudió arte en la Escuela de San Fernando de Madrid. Pronto muestra sus primeras esculturas en exposiciones individuales y colectivas, siendo elegida su obra para las sucesivas Bienales Internacionales, la de Venecia (1968), Sao Paulo (1967-1979), Alejandría (1968-1979) y París (1965-1967-1969). Recibió fuertes influencias del pintor José Caballero y de los escultores Pablo Gargallo y Julio González.
Instala su casa-taller en la Villa Real de Navalcarnero desde hace años, donde trabaja la fragua a la manera de un artesano; está íntimamente ligado a la evolución de la escultura española durante la segunda mitad del siglo pasado. 
La personalidad de sus obras le sitúan, con un papel de gran importancia, en la escultura española del siglo XX, a la altura de artistas como Eduardo Chillida o Martín Chirino.
Es considerado como miembro destacado de un grupo vanguardista que logró romper en la década de los 60 el provincialismo artístico en el que se había sumido España tras la guerra civil española.
A partir de la década de los 70 empezó a investigar en la relación que se establece entre volumen, espacio y gravedad, una relación que se puede observar en cualquiera de sus obras.

## Obra
Enfocada en la abstracción, su obra se realiza en un constructivismo geométrico, libre y versátil, con un extremado purismo y rigurosidad formal. Las esculturas, algunas de gran tamaño, parten de unos elementos más o menos geométricos (círculo, semicírculo, rectángulo, arco, herradura, tenaza…), que enlazados por cuerdas o cables se establecen como tensiones espaciales equilibradas y armónicas. 
Las esculturas de este artista son tan ligeras que dan la sensación de flotar en el aire; y logran esta sensación con sólo mostrar sus estilizadas y dinámicas formas. La inquietud del autor le ha llevado a esculpir el espacio y a señalar y convertir en parte fundamental de su obra la fuerza de la gravedad. Para ello se sirve de los más nobles materiales: madera, hierro y piedra, sagazmente tensadas con cables, cuerdas y maromas, con las que logra la impensable tarea de fundir vacío y fuerza con tan rotundas materias. 
De hierro, piedra o madera, la escultura de Feliciano, en su pureza y austeridad abstracta, nos evoca, en su forma atenazada, amartillada, de yunque o de fragua, a la de Chillida, con una diferencia esencial: la escultura de Chillida se estructura con un mayor peso específico de materia y forma, con unas formas telúricas aplomadas al suelo, la de Feliciano, en su quietud tensa, se traza espacialmente. La abstracción geométrica de Feliciano es más pura, la de Chillida más libre.
Las obras de Feliciano son concebidas para ser integradas en un entorno urbano o incorporadas al paisaje, por lo que es fácil encontrarlas en espacios públicos de Madrid y otras ciudades.
Sus esculturas han estado expuestas en fundaciones como la Juan March, y su obra forma parte del fondo de numerosas colecciones y museos, a destacar el Museo de Arte Reina Sofía (Madrid), Museo de Bellas Artes (Bilbao), Museo de Ostende (Bélgica), Museo de la Universidad de Alabama (EE. UU.), colección de la I Exposición Internacional de Escultura en la Calle de Santa Cruz de Tenerife, o el Museo de Arte Contemporáneo de Villafamés (Castellón).

## Reconocimiento
- Primer Premio en la V Bienal de Ibiza
- Primer Premio en la XI Bienal de Alejandría
- Como homenaje, la localidad de Navalcarnero (Madrid) cuenta con el parque-museo al aire libre Feliciano Hernández, que recoge lo más emblemático de su obra.